# История Челябинского метротрамвая
История Челябинского метротрамвая имеет достаточно долгую историю. Первоначально с 1967 года в Челябинске шло проектирование метрополитена, в ходе которого было предложено четыре варианта системы, последний из которых был сформирован в 1980-х годах и утверждён к строительству . Начавшееся в 1992 году строительство системы на фоне политической и экономической трансформации в стране было омрачено хроническим недофинансированием, что повлекло за собой медленные темпы строительства, постоянный перенос сроков завершения работ, и в конечном счёте, поднятие вопроса о дальнейшей целесообразности работ .
В 2021 году правительством Челябинской области совместно с правительством России был предложен выход из сложившейся проблемы — замена будущей системы метрополитена на систему скоростного трамвая с интеграцией на базе построенной инфраструктуры в действующую трамвайную сеть, что подразумевает сокращение финансовых затрат на реализацию, а также адаптацию транспорта под актуальные пассажирские потоки .

## Проектирование метрополитена
За 1967—1984 годы челябинскими проектировщиками было составлено четыре варианта схемы челябинского метрополитена, последний вариант был утверждён к строительству.
Первый вариант трасс метро предложен в генеральном плане города 1967 года.
Он включал две линии:
1. ЧТЗ — Пл. Революции — ЧПИ — Северо-Запад — ЧМК;
2. ЧТПЗ — Вокзал — Пл. Революции — Теплотехнический институт — Северо-Запад.

Второй вариант рекомендован комплексной транспортной схемой города (КТС) в 1973 году.
Он состоит из трёх линий:
1. ЧМК — Пл. Революции — Вокзал — ЧТПЗ;
2. ЧТЗ — Пл. Революции — ЧПИ — Северо-Запад;
3. АМЗ — Вокзал — Комсомольская площадь — Северо-Восток.

Третий вариант разработан в проектном институте «Метрогипротранс» в 1982 году. В него вошли три линии:
1. ЧТЗ — Пл. Революции — Торговый центр — Обувная фабрика — Северо-Запад;
2. ЧТПЗ — Вокзал — Пл. Революции — ЧПИ;
3. ЧМК — Обувная фабрика — ул. Горького — Комсомольская площадь — Вокзал — АМЗ.

Четвёртый вариант, публикуемый в прессе с середины 80-х гг. XX века, состоит из трёх линий:
1. ЧТЗ — Пл. Революции — Торговый центр — Пр. Победы — Северо-Запад;
2. ЧМК — Пр. Победы — ЮУрГУ — Вокзал — Ленинский район;
3. АМЗ — Вокзал — Пл. Революции — Северо-Восток.

В 2021 году появились предварительные маршруты метротрама:
1. Ул. Чичерина — ул. Лизы Чайкиной
2. ЧМЗ — ТРК «Алмаз»
3. Медгородок — ЧТЗ

## Строительство метрополитена

### Строительство (1992—2010)
Согласно рабочему проекту института «Ленметрогипротранс» на линии «ЧТЗ — Пл. Революции — Торговый центр — Северо-Запад» строится первый пусковой участок: Электродепо — станция «Комсомольская площадь» — станция «Площадь Революции» — станция «Торговый центр» — станция «Проспект Победы»
В октябре 1992 года были начаты работы по проходке ствола станции «Торговый центр», а в январе 1993 года метростроители приступили к проходке вентиляционного ствола на площадке «Елькина».
Проходка тоннелей буровзрывным способом с района Торгового центра стартовала в августе 1997 года. 12 сентября 2002 года в районе Дворца спорта «Юность» произошла первая сбойка тоннелей, двигавшихся навстречу друг другу от улицы Красной и Торгового центра. 16 декабря 2005 года в районе перекрёстка улиц Елькина и Карла Маркса была совершена сбойка правого перегонного тоннеля от Торгового центра. В 2006 году было принято решение о прокладывании данной ветки в сторону станции «Проспект Победы» и спустя три года, 14 апреля 2009 года тоннель был продлён до района перекрёстка улиц Кирова и Калинина, когда произошла аналогичная сбойка тоннелей (выработки вентиляционного ствола № 253).
11 ноября 2004 года приступил к работе приобретённый за 214,3 млн рублей тоннелепроходческий комплекс Lovat по имени «Алла», начав проходку с территории будущего электродепо в Ленинском районе у областного ГИБДД. Тоннелепроходческий комплекс направлялся в сторону будущей станции «Комсомольская площадь», к июлю 2005 года было пройдено 240 метров. Первоначально комплекс должен был достичь станции «Комсомольская площадь» к концу 2006 года, однако из-за определённых поломок комплекса и задержкой в поставке инструментов процесс проходки в 2006 году был медленным и не был завершён. 2007 год был отмечен соблюдением плана по строительству и ускорением темпов работ почти в два раза, что позволило тоннелепроходческому комплексу 20 ноября 2007 года закончить проходку тоннеля длиной в 1,2 км и выйти на поверхность в районе будущей станции «Комсомольская площадь». После выхода на поверхность комплекс «Lovat» проходил модернизацию, по завершении которой 8 августа 2008 года начал проходку тоннеля в сторону станции «Площадь Революции». К ноябрю 2008 года комплексом было пройдено свыше 200 метров, однако 12 ноября 2008 года правительством Челябинской области было принято решение о приостановлении работы комплекса из-за намечавшегося отсутствия положительного заключения Главгосэкспертизы на изменения в проекте строительства.
20 ноября 2008 года по решению суда тоннелепроходческий комплекс «Ловат» был остановлен на два месяца. Такое решение обосновано отсутствием проектно-сметной документации на строительство этого участка. Изменённый в 2005 году план строительства не был одобрен государственной экспертизой, основные претензии предъявлялись к изменению способа проходки тоннеля (ранее предполагалось, что этот участок будет пройден буро-взрывным методом), а также к смене обделки тоннеля с чугунных тюбингов на железобетонные блоки.
На тот момент заказчиком выступал МУП «Дирекция строящегося метрополитена» с июня 2008 года; ранее заказчиком был МУП «Челябметротрансстрой», который по результатам конкурсного отбора выступал заказчиком-застройщиком и выполняет функции технического надзора на строительстве.
Генеральным подрядчиком является ОАО «Челябметрострой». В связи с ежегодным ростом финансирования и невозможностью полного освоения выделенных средств компанией в 2007 году Правительством Челябинской области было решено привлечь к строительству второго генподрядчика, который к настоящему времени не определён.

### Прекращение федерального финансирования (2010)
18 марта 2010 года глава министерства строительства, дорожного хозяйства и инфраструктуры Челябинской области Виктор Тупикин заявил, что в официальном письме Минтранса РФ заявляется о том, что в федеральном бюджете нет денег на строительство метро, поэтому ведомство не может рассматривать обращение области. Сам вопрос о возобновлении федерального финансирования строительства Челябинского метро в 2010 году (отменённого в связи с сокращением затрат в федеральном бюджете из-за продолжающегося финансового кризиса) был поднят 3 февраля 2010 года в ходе видеовстречи губернатора Челябинской области Петра Сумина и президента РФ Дмитрия Медведева. Президент счёл доводы губернатора убедительными и попросил направить соответствующие бумаги, что и было немедленно сделано. В письменном обращении Петр Сумин попросил Дмитрия Медведева всё же рассмотреть возможность выделения средств из федерального бюджета, на что от президента последовало соответствующее указание министру транспорта РФ Игорю Левитину. От Челябинской области в Москву для проведения необходимых переговоров отправился заместитель областного министра строительства, инфраструктуры и дорожного хозяйства Сергей Сихарулидзе. По поручению губернатора он провёл встречи в Министерстве транспорта РФ и Федеральном агентстве железнодорожного транспорта. Однако в итоге Минтрансом РФ в финансировании было отказано даже в минимальном запланированном объёме — 536 млн рублей (общий объём финансирования строительства Челябинского метро на 2010 год составляет 861,3 млн рублей, в том числе 536 млн рублей — федеральные средства, 320,4 млн рублей — областные, 4,9 млн рублей — городские). Пётр Сумин в письме президенту указывал сумму в 2 млрд рублей, необходимую для сохранения темпов строительства метро в Челябинске. Технологически обоснованная потребность в средствах, защищённая в федеральном агентстве Росжелдор, на 2010 год составляет 4,2 млрд рублей.
В конце февраля 2010 года ОАО «Челябметрострой» уведомило главное управление по труду и занятости населения о запланированном на конец апреля сокращении 497 должностей и порядка 400 сотрудников — это около 90 % от общей численности персонала. Позднее пресс-служба Челябинского метрополитена сообщила, что 100 сотрудников ОАО «Челябметрострой», получивших уведомления об увольнении по сокращению, будут переведены в компанию «Ингеоком».

### Медленное строительство и поддержание инфраструктуры (2010—2021)
27 мая 2010 года на Всероссийском градостроительном совещании главный архитектор ОАО Метрогипротранс Николай Шумаков представил новый проект пускового участка Челябинского метрополитена от станции «Тракторозаводская» до станции «Проспект Победы». В отличие от прошлых проектов, нынешний на 30 % экономичнее. В проекте описывается пусковая эксплуатационная длина 7,4 км, а общая 8,5 км. Пусковый комплекс включает в себя: участок первой линии, электродепо и инженерный корпус. У станции «Комсомольская площадь» предусмотрено ответвление для соединения с электродепо. Проект предусматривает поэтапный ввод пускового комплекса. На первом этапе — участок от станции «Комсомольская площадь» до станции «Проспект Победы». Оформление станций будет выполнено в стиле hi-tech. На утверждение проект будет представлен главе Челябинска и губернатору области в середине июня.
Однако вопрос с финансированием строительства по-прежнему остаётся нерешённым. Из-за недостатка средств метростроители сконцентрировали основные силы в районе Комсомольской площади. 23 июня 2010 года на градостроительном совете руководством Челябинска архитектурный проект пяти станций первой очереди метрополитена был одобрен, проект на совете представлял лично главный архитектор Метрогипротранса Николай Шумаков. Там же Главой администрации города (сити-менеджером) Сергеем Давыдовым были озвучены размеры освоенных средств: за 18 лет, в течение которых ведётся строительство, было израсходовано 12 миллиардов рублей, на окончание строительства первой очереди требуется ещё 25 миллиардов рублей. В июне 2010 года вопрос завершения или продолжения строительства челябинского метрополитена был передан на рассмотрение специальной экономической комиссии при министерстве промышленности Челябинской области.
15 сентября 2010 года на пресс-конференции вице-губернатора Сергея Комякова было озвучено решение областной администрации о том, что консервация обойдется значительно дороже, чем продолжение строительства, а работы необходимо продолжать. Также на заседании Правительства Челябинской области было принято решение о выделении на строительство метрополитена дополнительно 200 млн рублей, что позволит рассчитаться по текущей задолженности с основным подрядчиком — СМУ «Ингеоком». Таким образом, финансирование строительства в 2010 году со стороны областного бюджета, вместе с новым траншем, составит 520 млн рублей. Кроме того, Сергей Комяков пообещал возобновить переговоры о федеральном софинансировании строительства Челябинского метрополитена на будущие годы во время визита в город министра транспорта 12—14 октября 2010 года.
В ноябре 2010 года стало известно, что в 2011 году будет направлено более 500 миллионов рублей, а всего на окончание строительства первой очереди необходимо выделить около 25 миллиардов рублей. В 2013 году было заявлено, что на окончание строительства первой очереди потребуется 30—36 миллиардов рублей (по данным на 2013 год) или 40—45 миллиардов рублей (по данным министерства строительства, инфраструктуры и дорожного хозяйства Челябинской области).
В октябре 2011 года завершено строительство станции «Комсомольская площадь» в конструкциях (без отделки), а также наклонного хода станции «Торговый центр». Средства на строительство выделялись из регионального бюджета в рамках программы строительства и реконструкции дорог к 275-летию Челябинска. Дорожное полотно над станцией восстановлено 28 ноября 2011 года, готовность станции составляет 45 %. Проходка тоннелей не ведётся.
К январю 2014 года, по данным заместителя генерального директора по производству МУП «Челябметротрансстрой» Зои Чигиной было построено 18 % от общего объёма первой очереди пускового участка. В начале 2014 года стройка была вновь приостановлена. Причиной стала очередная нехватка средств, бюджет больше не смог финансировать строительство метро. Однако Челябинская область смогла выделить 650 млн рублей на поддержание уже сделанных работ и проходку тоннелей. Контракт был выполнен не полностью, а только на 45 % от суммы контракта, и был расторгнут в конце июня по обоюдному согласию сторон, какие работы были выполнены, неизвестно. На момент приостановки выполнено 60 % от всего объёма запланированных работ. В июле 2014 года был объявлен тендер на поддержание (откачка воды, осмотр конструкций) метро в Челябинске. Это позволило «Челябметрострою» вновь за 134 млн рублей наблюдать за состоянием первого пускового участка Челябинского метрополитена.
Управление дорожного хозяйства Администрации города Челябинска заключило с ОАО «Челябметрострой» контракт на 2015 год на сумму 541,7 млн рублей. Контракт предполагает выполнение в течение 2015 года следующих работ: сооружение конструкций перегонных тоннелей (98 погонных метров) в районе станции «Торговый центр», основные и внутренние конструкции станции «Торговый центр» (6646 м³), общешахтные работы по обслуживанию и мониторингу существующих строительных площадок, техническое обслуживание ТПМК «Ловат». В феврале 2015 года глава Администрации Челябинска Евгений Тефтелев подписал распоряжение о подготовке документации по планировке территории, включающей строительство второго пускового комплекса первой очереди челябинского метрополитена в Курчатовском и Калининском районах города Челябинска. Глава администрации города заявил о поиске инвестора для строительства метрополитена.
В 2017 году анонсировано открытие метро через четыре года при условии финансирования; с 1991 года выделено 14 млрд рублей, из них пять с 2009 года на поддержку строительных объектов в рабочем состоянии. За 2016 и 2017 годы область потратила 2,6 млрд рублей. Подсчитано, что для окончания строительства нужно 75 миллиардов рублей, для завершения работ на трёх первых станциях — 36 миллиардов. Таких денег у местных властей нет. Губернатор региона Борис Дубровский 20 декабря 2017 года заявил, что транспортные потоки не совпадают по логике с проектом строительства метро, созданным в то время. В 2017 году социологи Челябинского филиала РАНХиГС провели опрос среди жителей города о востребованности метро. 53,4 % опрошенных высказались, что метро Челябинску необходимо.

В январе 2020 года на презентации нового Генерального плана было заявлено, что даже в случае достройки тоннелей метро, по ним будет запущен «другой транспорт». В июне 2020 года произведена cмена генерального подрядчика в результате аукциона. Новым подрядчиком стала фирма ООО «Спецподземстрой» из Екатеринбурга. Цена контракта составила 47,9 миллионов рублей на оставшийся период 2020 года. Предыдущий подрядчик АО «Челябметрострой» запросил 114 миллионов рублей. Третий участник из Омска. На сайте Администрации Челябинска говорится: 
Управлением капитального строительства Администрации города Челябинска 25 мая размещен электронный аукцион на выполнение строительно-монтажных работ на объекте: «Строительство первого пускового участка первой линии метрополитена от станции „Тракторозаводская“ до станции „Проспект Победы“ в г. Челябинске» на сумму 56,6 миллионов рублей со сроком выполнения работ до 12.11.2020 года.

## Проектирование метротрамвая взамен метрополитена (с 2021)
21 апреля 2021 года в послании Федеральному собранию, Владимир Путин объявил о планах по развитию общественного транспорта в Челябинске и продолжении проекта челябинского метрополитена. Губернатор Челябинской области Алексей Текслер сообщил, что на базе построенных станций и перегонов метро планируется запустить трамвай. По итогам работы комиссии по региональному развитию правительства РФ эксперты пришли к заключению, что заложенные в Челябинске ветки метрополитена не имеют никакой перспективы и достраивать их не имеет смысла. Вместе с тем инфраструктуру недостроенного метро можно использовать. Рассматриваются несколько проектов, один из них — подземный трамвай, пути которого будут проложены как по земле, так и в тоннелях. Об этом же было заявлено в мае 2021 года зампредом Правительства России М. Ш. Хуснуллиным. 30 июня 2021 года, после прямой линии с президентом, на котором был поднят вопрос Челябинского метрополитена, Хуснуллин вновь подтвердил факт достройки метро. Было отмечено, что для завершения данного проекта необходимо свыше 40 миллиардов рублей, и эти средства имеются. Позднее и Текслер подтвердил, что строительство возобновится в 2022 году, а завершить работы планируют в 2025 году.

## Строительство метротрамвая
Строительство вступило в активную фазу в 2023 году на улице Овчинникова, и продолжено в начале 2025 года, когда для строительства станции был временно перекрыт участок Проспекта Победы.